# ObjectVision
ObjectVision  — интегрированная среда разработки программного обеспечения для платформы Windows 3.x, созданная фирмой Borland. Последняя версия 2.1 была выпущена в 1992 году. ObjectVision представляет собой интерпретатор и визуальный дизайнер форм для ОС Windows 3.x. Помимо визуальных объектов, ObjectVision может работать с локальными базами данных, используя Paradox engine. Готовый проект сохраняется как файл *.ovd и представляет собой код для интерпретатора. В проекте имеются данные об используемых формах, объектах внутри этих форм и обработке событий. ObjectVision в целом оказался неудачным коммерческим проектом и не получил широкого распространения. Однако идеи визуального программирования, опробованные в ObjectVision, получили дальнейшее развитие в Borland Delphi.